# ترنج بايين
ترنج بايين (بالفارسية: ترنج پایین) هي قرية تقع في قسم كاخك الريفي في إيران.